# Euherdmania claviformis
Euherdmania claviformis is een zakpijpensoort uit de familie van de Euherdmaniidae. De wetenschappelijke naam van de soort is, als Herdmania claviformis, voor het eerst geldig gepubliceerd in 1903 door W.E. Ritter.